# Elsa De Giorgi
 (juin 2025).
Si vous disposez d'ouvrages ou d'articles de référence ou si vous connaissez des sites web de qualité traitant du thème abordé ici, merci de compléter l'article en donnant les références utiles à sa vérifiabilité et en les liant à la section « Notes et références ».
Elsa De Giorgi, née le 26 janvier 1914  à Pesaro en Italie et morte le 12 septembre 1997 à Rome, est une actrice et écrivaine italienne.

## Biographie

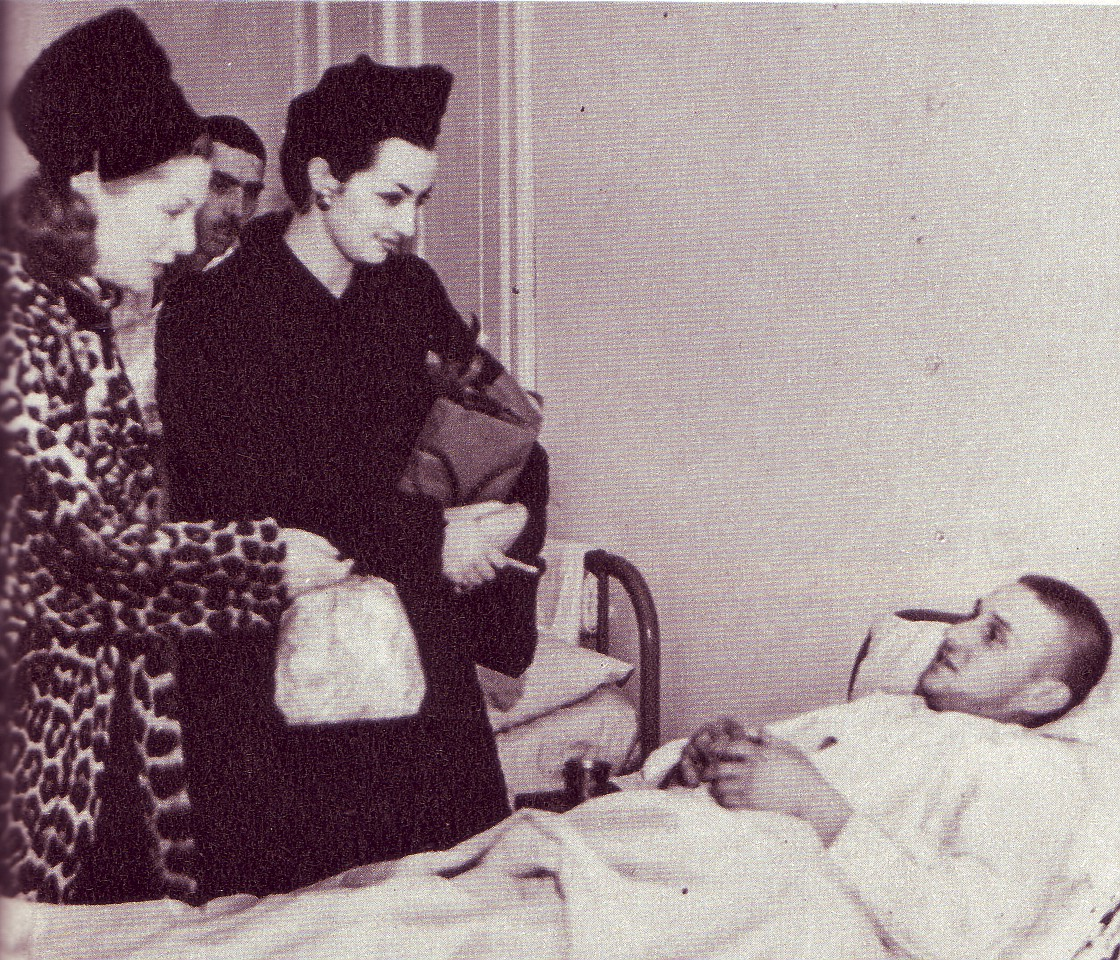
Doris Duranti et Elsa De Giorgi rendant visite à un soldat blessé en 1941

Elsa De Giorgi est née dans une famille de l'aristocratie italienne, les Giorgi Alberti, nobles de Bevagna et Camerino, patriciens de Spoleto. Elsa est découverte à l'âge de dix huit par Mario Camerini lors de sa participation à concours photographique. Camerini lui offre un premier rôle dans le film  T'amerò sempre (1933).
Dans les années 1930 elle joue dans divers films puis avec l'arrivée du fascisme, à partir des années 1940 elle privilégie le théâtre.
Épouse du comte Sandrino Contini Bonacossi, au cours de la seconde moitié des années 1950 elle a une relation avec l'écrivain  Italo Calvino. 
À partir de 1955, elle publie divers livres.
En 1975 elle interprète «  signora Maggi », une des narratrices du film  Salò ou les 120 Journées de Sodome de Pier Paolo Pasolini.

## Filmographie partielle
- 1933 :
  - Ninì Falpalà de Amleto Palermi

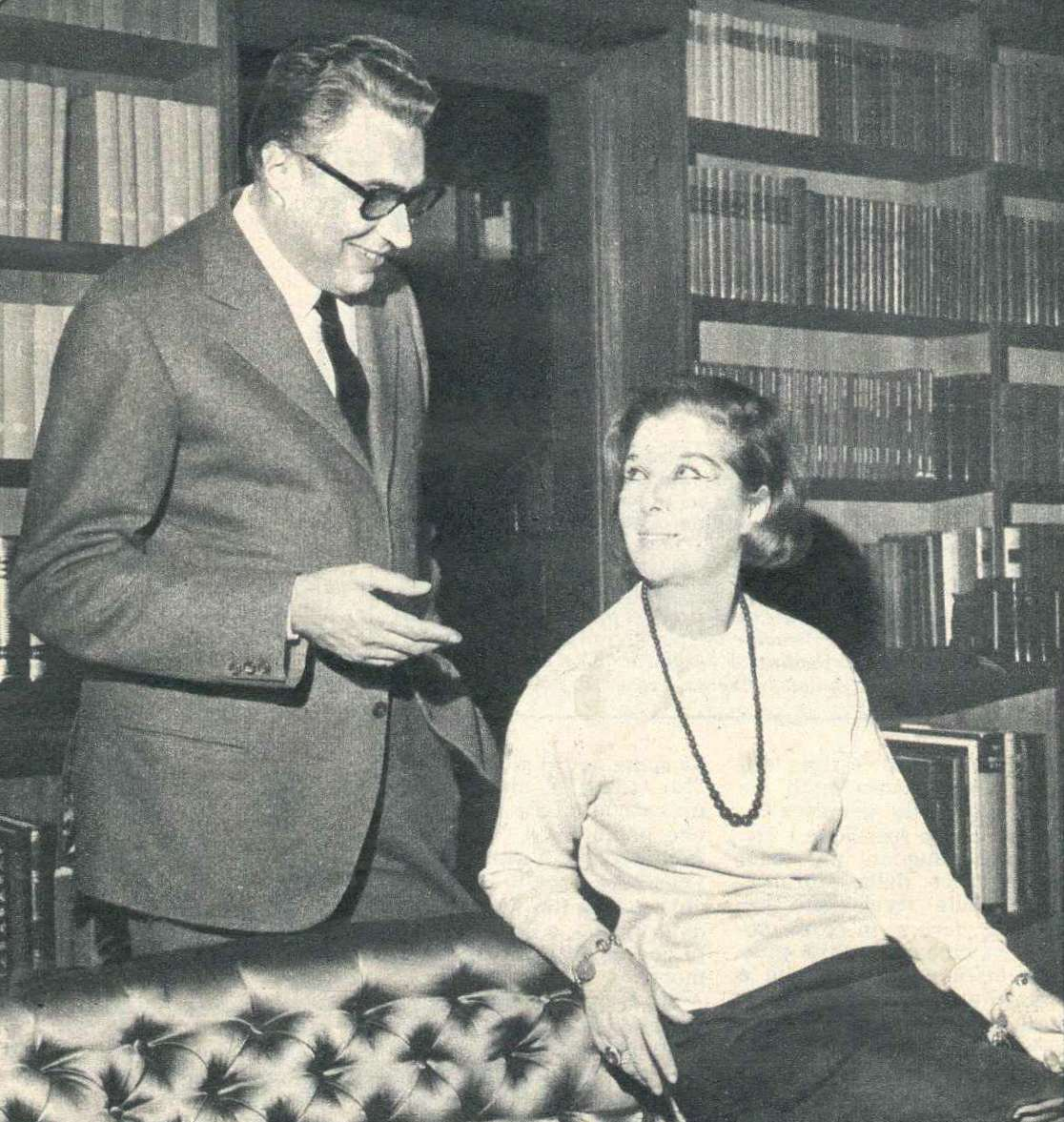
Elsa De Giorgi et Luigi Silori à Rome en 1964

  - L'impiegata di papà de Alessandro Blasetti
  - T'amerò sempre de Mario Camerini
- 1934 : 
  - Le Conspirateur (Teresa Confalonieri) de Guido Brignone
  - La signora Paradiso de Enrico Guazzoni
  - Porto de Amleto Palermi
  - L'eredità dello zio buonanima de Amleto Palermi
  - L'impiegata di papà d'Alessandro Blasetti
- 1935 : Porto d'Amleto Palermi
- 1936 : Mais ça n'est pas une chose sérieuse  (Ma non è una cosa seria) de Mario Camerini
- 1938 : 
  - La mazurka di papà de Oreste Biancoli
  - La sposa dei Re de Duilio Coletti
- 1939 : 
  - La voce senza volto de Gennaro Righelli
  - Montevergine (La grande luce) de Carlo Campogalliani
  - Due milioni per un sorriso de Carlo Borghesio et Mario Soldati
  - Il fornaretto di Venezia de Duilio Coletti
- 1940 : Capitan Fracassa de Duilio Coletti
- 1941 : La maschera di Cesare Borgia de Duilio Coletti
- 1942 : 
  - Tentazione de Hans Hinrich et Aldo Frosi
  - Fra' Diavolo de Luigi Zampa
- 1943 : Sant'Elena, piccola isola de Renato Simoni
- 1944 : La locandiera de Luigi Chiarini
- 1946 : Le Tyran de Padoue (Il tiranno di Padova) de Max Neufeld
- 1947 : Manù il contrabbandiere de Lucio De Caro
- 1963 : Rogopag, épisode La ricotta de Pier Paolo Pasolini
- 1975 : Salò ou les 120 Journées de Sodome de Pier Paolo Pasolini
- 1992 : 
  - Poussière de diamant de Fadhel Jaïbi et Mahmoud Ben Mahmoud
  - Assolto per aver commesso il fatto d'Alberto Sordi

## Publications
- I coetanei, con una lettera di Gaetano Salvemini, Einaudi, , Turin, 1955 (Testimonianze).
  - Nuovelle édition, préfacée par Giuliano Manacorda,  Leonardo, Milan, 1992.
- L'innocenza,  Sodalizio del libro, Venise, 1960 (La sfera).
  - L'Innocence, roman traduit de l'italien par Marcelle Bourrette-Serre, Paris, Albin Michel (Lagny-sur-Marne, impr. Grevin et fils), 1963.
- La mia eternità,  S. Sciascia, Caltanissetta-Rome, 1962 (Un coup de dés).
- Un coraggio splendente: romanzo, Sugar,  Milan, 1964.
- Il sole e il vampiro, Edizioni di Opera aperta (Città di Castello, Istituto poligrafico umbro), 1969 (I testi).
- Storia di una donna bella,  La nuova sinistra - Edizioni Samonà e Savelli, Rome, 1970 (Narrativa).
- Dicevo di te, Pier Paolo, Carte segrete,  Rome, 1977 (Carte segrete di poesia).
- Poesia stuprata dalla violenza,  Carte segrete, Rome, 1978 (Carte segrete di poesia).
- L'eredità Contini Bonacossi: l'ambiguo rigore del vero, Milan, Mondadori, 1988.
- Ho visto partire il tuo treno,  Leonardo, Milan, 1992.
- Una storia scabrosa,  Baldini & Castoldi, Milan, 1997.
- Corpus mysticum: poesie, disegni di Dimitrije Popovic, a cura di Carmine Siniscalco, Rome.